# Club Sportivo Olympia
Il Club Sportivo Olympia, meglio noto come Olympia Fiume, fu una società polisportiva italiana di Fiume, città oggi in Croazia; era nota per la sua sezione calcistica ma presentò squadre anche in altre discipline. Il 2 settembre 1926 il club si fuse con il concittadino Club Sportivo Gloria nell'Unione Sportiva Fiumana.

## Storia
Nell'aprile del 1904 venne fondato a Fiume, al tempo parte dell'Impero Austro-Ungarico come autonomo Corpus Separatum, il Club Sportivo Olimpia con le sezioni di tennis-lawn, foot-ball, nuoto, ciclismo, atletica leggera. La società venne fondata da Antonio Marchich, Aristodemo Susmel, Agesilo Satti, dai Fratelli Mitrovich e Carlo Colussi, alcuni di loro al tempo studenti della Civica scuola reale superiore. La prima sessione della sezione calcistica di cui si ha notizia è del 25 novembre 1906. Già nel 1908 arrivarono le prime vittorie contro squadre inglesi, ovvero gli equipaggi delle navi della Cunard Line CS Brescia FC, SS Ultonia FC.
Nel 1910 il club si unì alla Federazione Sportiva Interregionale, con sede a Trieste, che organizzava vari campionati nelle terre alto-adriatiche dell'impero. Nel 1912 Aristodemo Susmel, che continuerà a far parte della dirigenza del club fino agli anni '30, partecipò al salvataggio del Titanic come membro della ciurma del RMS Carpathia. Il 10 maggio 1912 l'Olimpia organizzò a Fiume una partita di beneficenza con la squadra del Carpathia i cui proventi andarono alle vedove del RMS Titanic. 
All'Olimpia si affiancarono negli anni molte squadre cittadine, e tra esse il Club Atletico Fiumano (fondato nel 1905 e sciolto nel 1910) ed il Club Sportivo Gloria, che fu fondato nel 1912 come club del proletariato cittadino e che fino al 1918 si chiamava Doria. L'Olimpia, rinominato nel 1918 Olympia, e il Gloria furono per anni i maggiori rivali cittadini, il primo come rappresentante degli strati più abbienti della società ed il secondo come rappresentante della classe operaia, molto amato in particolare nel quartiere popolare di zitavecia.

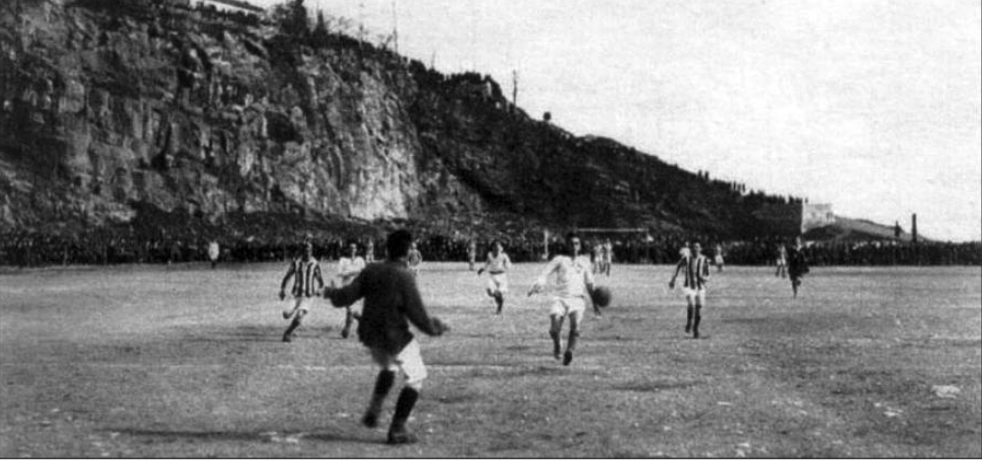
Partita del 1912 disputata tra Olimpia e Doria allo Stadio Cantrida.

Al termine della prima guerra mondiale, con la costituzione dello Stato libero di Fiume, l'Olympia, insieme al Gloria, si affiliò al Comitato Regionale Giuliano della FIGC. Nella stagione 1922-1923 l'Olympia vinse il campionato giuliano di Terza Divisione accedendo così alle qualificazioni per la promozione nella divisione superiore, dove si impose su Veneziana Virtus (campione veneto di Terza Divisione) e Grion Pola (terzultima classificata nel girone E della Seconda Divisione 1922-1923) conquistando così la promozione in Seconda Divisione, il campionato cadetto dell'epoca.
Nella stagione successiva l'Olympia sfiorò la promozione nella massima divisione dell'epoca: dopo aver vinto il Girone E avendo la meglio sul Venezia, nel girone finale la promozione diretta sfumò nello spareggio per il secondo posto contro l'ex aequo Reggiana, disputato il 27 luglio 1924 sul campo neutro di Padova e perso per 2-0. Il terzo posto consentì comunque all'Olympia di accedere al girone di qualificazione estivo tra due squadre di Seconda Divisione e altrettante squadre di Prima Divisione con in palio due posti nel massimo campionato. La compagine fiumana, tuttavia, si classificò soltanto al terzo posto alle spalle delle due compagini di divisione superiore, Novara e Spezia, mancando dunque la promozione. Sempre nel 1924 Fiume venne annessa all'Italia.

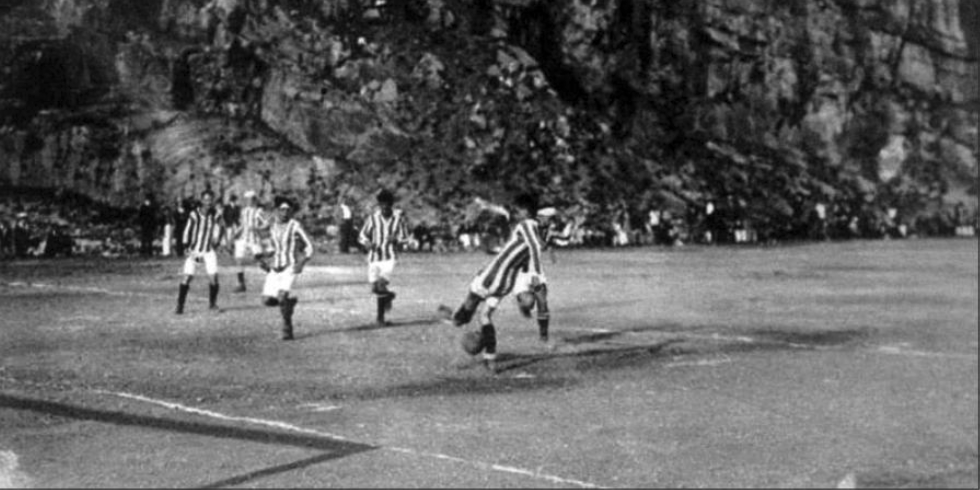
Una partita del 1915 disputata dall'Olimpia allo Stadio Cantrida.

Nella stagione 1924-1925 l'Olympia venne inserita nel girone D della Seconda Divisione insieme alla concittadina e neopromossa Gloria, ma l'accesso al girone finale sfumò dopo essersi classificata al terzo posto nel triangolare di spareggi con le ex aequo Udinese e Vicenza. Alcune settimane dopo la FIGC annullò gli esiti del triangolare di spareggi (che aveva visto trionfare i berici), avendo deciso di infliggere diverse sconfitte a tavolino per tesseramenti irregolari al Vicenza, decisione che favorì i friulani dal momento che dalle sconfitte a tavolino dei berici avevano guadagnato quattro punti contro i due punti guadagnati dalla squadra fiumana. L'Olympia si classificò così al secondo posto staccato di due punti dall'Udinese.
Nella stagione 1925-1926, bloccate le promozioni nella massima divisione per riforma dei campionati, l'Olympia si classificò al terzo posto nel Girone D, a pari punti con la concittadina Gloria che però terminò in quarta posizione a causa del quoziente reti sfavorevole. Entrambe le compagini fiumane conquistarono l'accesso alla nuova Prima Divisione declassata a campionato cadetto, ma le autorità fasciste, in base alla politica delle fusioni volta a ridurre il numero di squadre della stessa città nelle divisioni superiori, le costrinsero a fondersi tra loro. Il 2 settembre 1926 Olympia e Gloria si fusero nella Unione Sportiva Fiumana.